# إسير لايكيود Z5
إسير لايكيود Z5 (بالإنجليزية: Acer Liquid Z5)‏ هو هاتف ذكي من إيسر ضمن سلسلة سائل يعمل بنظام أندرويد، تم طرحه في الأسواق في فبراير 2014.

## الخصائص
- نظام التشغيل: أندرويد
- الكاميرا الخلفية: 5.0 ميجابكسل
- الشاشة: إل سي دي
- الذاكرة: 512 ميجابايت رام
- التخزين: 4 جيجابايت